# Voices Within
Voices Within is het tweede album van de Nederlandse jazz-zangeres Ilse Huizinga. Op aanraden van de basgitarist en producer Ruud Jacobs zong ze zelf alle meerstemmige partijen in.

## Lijst van nummers
1. Foolin' Myself (Lawrence/Tinturin) 3:21
2. Some Other Time (Bernstein/Comden/Green) 2:10
3. I Should Care (Cahn/Stordahl/Weston) 6:10
4. Better Than Anything (Wheat/Loughborough) 3:41
5. But Beautiful (vanHeusen/Burke) 3:07
6. Day By Day (Cahn/Stordahl/Weston) 4:10
7. Only Trust Your Heart (Carter/Cahn) 1:34
8. Waltz For Debby (Evans) 4:58
9. Social Call (Gryce/Hendricks) 3:18
10. Quiet Now (Zeitlin) 2:22
11. Almost Like Being In Love (Loewe/Lerner) 5:35

Alle arrangementen door Erik van der Luijt.

## Bezetting
- Ilse Huizinga - zang
- Erik van der Luijt - piano
- Ruud Jacobs - basgitaar
- Frits Landesbergen - drums, vibes
- Ed Verhoeff - gitaar
- Enno Spaanderman - sopraansaxofoon